# 662
سنة 662 م كانت سنة بسيطة تبدأ يوم السبت (الرابط يظهر نموذج التقويم الكامل للسنة) من التقويم اليولياني. بدأت تسمية السنة ب662 منذ العصور الوسطى المبكرة، عندما أصبح تقويم أنو دوميني هو الأسلوب السائد في أوروبا لتسمية السنوات.

## أحداث

### حسب المكان

#### أوروبا
- يخوض الملك غودبيرت حربًا ضد أخيه بيركتاريت. ويطلب مساعدة غريموالد الأول دوق بينيفينتو، الذي يأمر باغتياله، ويهرب ابنه راجينبيرت. ويغتصب غريموالد العرش ويصبح حاكمًا لمملكة لومبارديا. وينفي بيركتاريت ويطلب اللجوء في بلاد الغال وبريطانيا.
- استغل الفرنجة الحرب الأهلية اللومباردية وغزوا شمال إيطاليا، ولكنهم هزموا على يد جريموالد الأول. وأعطى الملك كلوثار الثالث أوستراسيا لأخيه الأصغر تشيلدريك الثاني. ونشأ على درع محاربيه وأعلن ملكًا على أوستراسيا.

#### بريطانيا
- اعتنق الملك سويثيلم ملك إسكس المسيحية وعمده سيد في بلاط الملك أثيلوالد ملك شرق إنجلترا، الذي كان بمثابة راعيه. ربما كانت شرق إنجلترا تتمتع بنوع من السيادة على إسكس في هذا الوقت (تاريخ تقريبي).

#### الإمبراطورية العربية
- الفتح الإسلامي: تستأنف القوات العربية التابعة للخلافة الأموية حملتها للاستيلاء على الأراضي الفارسية، وتبدأ في التحرك نحو الأراضي الواقعة شرق وشمال الهضبة، نحو خراسان الكبرى (إيران) وطريق الحرير على طول بلاد ما وراء النهر.
- زياد بن أبي سفيان، قائد عسكري مسلم وأحد أفراد بني أمية، يعين حاكماً على العراق (البصرة) والولايات الفارسية السابقة (تاريخ تقريبي).

### حسب الموضوع

#### دين
- 13 أغسطس - وفاة الراهب البيزنطي واللاهوتي مكسيموس المعترف في المنفى في لازيكا (جورجيا الحديثة)، على الشاطئ الجنوبي الشرقي للبحر الأسود.

## مواليد
- كاكينوموتو نو هيتومارو شاعر ياباني

## وفيات
- أبو موسى الأشعري، صحابي.
- الحتات بن يزيد التميمي
- غوديبرت ملك اللومبارد.
- شيلديبيرت الثالث.
- حبيب بن مسلمة "حبيب الروم"
- الحارث بن مرة العبدي.
- عبد الله بن أبي الحوساء الطائي من رؤساء الخوارج.